# Pseudolachnum lateritium
Pseudolachnum lateritium är en svampart som beskrevs av Velen. 1934. Pseudolachnum lateritium ingår i släktet Pseudolachnum, ordningen disksvampar, klassen Leotiomycetes, divisionen sporsäcksvampar och riket svampar.   Inga underarter finns listade i Catalogue of Life.